# Bernard Pons

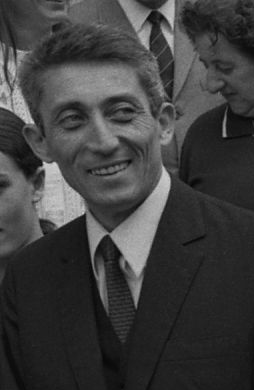
Bernard Pons (1969)

Bernard Pons (* 18. Juli 1926 in Béziers, Département Hérault; † 27. April 2022 in Aigues-Mortes, Département Gard) war ein französischer Politiker der gaullistischen Union des démocrates pour la République (UDR) und später des Rassemblement pour la République (RPR). Er war zwischen 1967 und 2002 mehrmals Mitglied der Nationalversammlung, Fraktionsvorsitzender der RPR (1988–1995), Minister für Überseedépartements (1986–88) sowie für Bau und Verkehr (1995–97).

## Leben

### Résistance, Arztberuf
Pons engagierte sich während des Zweiten Weltkrieges in der Widerstandsbewegung der Résistance in den Forces françaises de l’intérieur (FFI) sowie den Francs-tireurs et partisans (FTP). Nach Kriegsende absolvierte er ein Studium der Medizin an der Universität Montpellier und arbeitete zwischen 1952 und 1967 als Allgemeinmediziner im Département Lot. 

### Abgeordneter und Staatssekretär

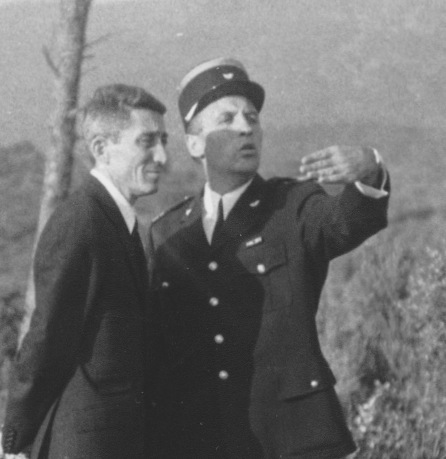
Staatssekretär Bernard Pons (links) mit Paul Kerjean (1969)

Am 12. März 1967 wurde Pons als Kandidat der Union démocratique pour la Ve République (UDR; Union der Demokraten für die Fünfte Republik) erstmals zum Mitglied der Nationalversammlung gewählt und gehörte dieser als Vertreter des Département Lot zunächst bis zum 20. Juli 1969 an.
Am 22. Juni 1969 übernahm Pons sein erstes Regierungsamt, und zwar als Staatssekretär im Landwirtschaftsministerium im Kabinett Chaban-Delmas. Im darauf folgenden ersten Kabinett Messmer fungierte er vom 6. Juli 1972 bis zum 28. März 1973 als Staatssekretär im Ministerium für Landwirtschaft und ländliche Entwicklung.
Er wurde am 11. März 1973 als Kandidat der inzwischen in Union des démocrates pour la République umbenannten Gaullisten-Partei erneut zum Mitglied der Nationalversammlung gewählt, der er nunmehr bis zum 2. April 1986 angehörte. Pons vertrat vom 11. März 1973 bis zum 19. März 1978 für die UDR zunächst wieder das Département Lot und anschließend für die Nachfolgepartei Rassemblement pour la République (RPR) das Département Essonne sowie ab dem 16. März 1986 einen Wahlkreis in Paris.

### EU-Parlamentarier, Minister und Fraktionsvorsitzender
Bei der Europawahl in Frankreich am 17. Juni 1984 wurde Pons auch zum Mitglied des Europäischen Parlaments gewählt. Er gehörte dem EU-Parlament vom 24. Juli 1984 bis zum 30. April 1985 an und war in dieser Zeit für die RPR Mitglied der Fraktion der Sammlungsbewegung der Europäischen Demokraten. Während seiner Zugehörigkeit zum Europaparlament war er vom 26. Juli 1984 bis zum 10. März 1985 Mitglied im Ausschuss für Recht und Bürgerrechte sowie zugleich zwischen dem 26. Juli 1984 und dem 30. April 1985 Mitglied im Ausschuss für Außenwirtschaftsbeziehungen. Ferner gehörte er vom 12. Februar bis 30. April 1985 der Delegation für die Beziehungen zu den Ländern Nordeuropas und dem Nordischen Rat an.
Am 20. März 1986 übernahm Pons im zweiten Kabinett Chirac das Amt des Ministers für die Übersee-Departements und Übersee-Territorien (Ministre des départements et territoires d’outre-mer) und hatte dieses Ministeramt bis zum 10. Mai 1988 inne. In diesem Amt wurde er als Verantwortlicher der Ereignisse rund um die Grotte von Ouvéa in Neukaledonien bekannt: Militante Befürworter der Unabhängigkeit Neukaledoniens hatten dort französische Polizisten entführt und hielten sie als Geiseln. Das französische Militär stürmte schließlich die Höhle und tötete dabei 19 Unabhängigkeitskämpfer. Aufgrund der Kritik an diesem Vorgehen trat Pons von seinem Amt zurück. Er war als Minister für die Überseegebiete auch für das Loi Pons verantwortlich, ein Gesetz, das die steuerliche Begünstigung von Investitionen in den Überseegebieten einführte. Mit dem Gesetz sollte die lokale Wirtschaft gestärkt werden, es wurde jedoch vor allem für den massenhaften Erwerb von Zweitwohnungen und Freizeitbooten durch Wohlhabende genutzt und deshalb im Jahr 2000 aufgehoben.
Am 5. Juni 1988 wurde Pons für die Rassemblement pour la République wieder zum Mitglied der Nationalversammlung gewählt und übte dieses Mandat als Vertreter von Paris bis zum 18. Juni 1995 aus. Am 21. Juni 1988 wurde er als Nachfolger von Pierre Messmer mit nur einer Stimme Mehrheit gegen Philippe Séguin zum Vorsitzenden der RPR-Fraktion in der Nationalversammlung gewählt und übte diese Funktion fast sieben Jahre lang bis zu seiner Ablösung durch Michel Péricard am 18. Juni 1995 aus. Während dieser Zeit war er ferner vom 23. Juni 1988 bis zum 1. April 1993 Mitglied des Ausschusses für Kultur, Familien und Soziales sowie anschließend zwischen dem 8. April 1993 und dem 18. Juni 1995 Mitglied des Ausschusses für nationale Verteidigung und die Streitkräfte.
Im ersten Kabinett Juppé bekleidete Pons vom 18. Mai bis zum 7. November 1995 zunächst das Amt des Ministers für Raumordnung, Bau und Verkehr (Ministre de l’aménagement du territoire, de l’équipement et des transports) sowie im Anschluss im zweiten Kabinett Juppé vom 7. November 1995 bis zum 2. Juni 1997 das Amt des Ministers für Bau, Wohnen, Verkehr und Tourismus (Ministre de l’équipement, du logement, des transports et du tourisme). Zuletzt wurde er als Kandidat der RPR am 25. Mai 1997 zum Mitglied der Nationalversammlung gewählt und gehörte dieser als Vertreter von Paris bis zum 18. Juni 2002 an. In dieser Legislaturperiode saß er vom 13. Juni 1997 bis zum 18. Juni 2002 im Ausschuss für Produktion und Handel.

### Kommunale und Département-Ebene
Pons war von 1967 bis 1978 Mitglied des Generalrats des Départements Lot, wo er den Wahlkreis Kanton Cajarc vertrat. Von 1983 bis 2008 gehörte er dem Gemeinderat der Hauptstadt Paris an.
Er starb am 27. April 2022 im Alter von 95 Jahren.